# Fordyce Castle
Fordyce Castle ist eine Burg im Dorf Fordyce, etwa fünf Kilometer südwestlich von Portsoy in der schottischen Council Area Aberdeenshire. Der älteste Teil der Anlage mit T-förmigem Grundriss stammt von 1592.

## Geschichte
Die Burg ließ Thomas Menzies, ein früherer Provost von Aberdeen, als Tower House mit L-förmigem Grundriss errichten. Im Jahre 1700 wurde es um einen Flügel zum heutigen T-förmigen Grundriss erweitert. Der Nordflügel diente von 1716 bis 1789 als Schule der Gemeinde. Nach vielen Jahren der Vernachlässigung wurde das Tower House nun restauriert. Auch im Inneren wurde es umgebaut.

## Architektur
Das Hauptgebäude ist ein Tower House mit L-förmigem Grundriss. 1700 wurde der Westflügel an die nördliche Giebelwand angebaut. Er hat zwei Vollgeschosse und ein Dachgeschoss.
Das ursprüngliche Haus hat drei Geschosse und eine Wendeltreppe in einem separaten Turm. Dieser liegt im Innenwinkel des Tower House und setzt im 1. Obergeschoss an. Seinen oberen Abschluss bildet ein Rähm vom Dach des Südflügels. Im obersten Geschoss des Bauwerkes finden sich Ecktürmchen mit kegelförmigen Dächern. Verschiedene Variationen gekordelter Wölbungen, die in Blätterungen enden, schmücken die Konsolen des Treppenturms.
Am Fuße des Treppenturms befindet sich im Innenwinkel des Gebäudes der Eingang. Das Erdgeschoss hat Gewölbedecken. Die Treppe im Hauptgebäude führt nur ins 1. Obergeschoss, die anderen Geschosse erreicht man über den Treppenturm im Südflügel. Ein weiterer Eingang an der Hauptfassade ist von schlitzförmigen Fenstern flankiert und führt ins Erdgeschoss.
An Fordyce Castle gibt es vier verschiedene Typen von Schießscharten, die für weite Feuerungswinkel sorgen. An der Hauptfassade ist ein großes Fenster im 1. Obergeschoss unter einem Stützbogen angebracht, das den Rittersaal belichtet. Ein ähnliches Fenster in der Südfassade wurde zugemauert. Im 2. Obergeschoss der Hauptfassade befindet sich ein weiteres größeres Fenster, während die anderen Fenster sehr klein und zufällig geformt sind. Das Monogramm von Thomas Menzies of Durn ist in das westliche Ecktürmchen eingemeißelt.
Der 1700 hinzugefügte Anbau hat drei Eingänge; der Haupteingang liegt im 1. Obergeschoss und ist über eine Außentreppe erreichbar.
Die Dacheindeckung besteht aus Schiefer aus Banffshire.
Historic Scotland hat Fordyce Castle als historisches Bauwerk der Kategorie A gelistet.